# Florent Manaudou
Florent Manaudou (Villeurbanne, 12 november 1990) is een Franse zwemmer. Hij vertegenwoordigde zijn vaderland op de Olympische Zomerspelen 2012 in Londen, de Olympische Zomerspelen 2016 in Rio de Janeiro en op de Olympische Zomerspelen 2020 in Tokyo. Hij is de jongere broer van zwemster Laure Manaudou.

## Carrière
Bij zijn internationale debuut, op de wereldkampioenschappen zwemmen 2011 in Shanghai, eindigde Manaudou als vijfde op de 50 meter vlinderslag. Samen met Jérémy Stravius, Hugues Duboscq en Fabien Gilot werd hij uitgeschakeld in de series van de 4x100 meter wisselslag.
In 2012 nam de Fransman een eerste keer deel aan de Olympische Zomerspelen in Londen. Op de 50 meter vrije slag zwom hij naar de gouden medaille, meteen de eerste Franse zwemmer die olympisch kampioen werd op dit onderdeel. Op de Europese kampioenschappen kortebaanzwemmen 2012 in Chartres werd Manaudou Europees kampioen op de 50 meter vrije slag, op de 50 meter schoolslag eindigde hij op de vierde plaats. Op de 4x50 meter vrije slag legde hij samen met Frédérick Bousquet, Jérémy Stravius en Amaury Leveaux beslag op de Europese titel, samen met Jérémy Stravius, Giacomo Perez Dortona en Frédérick Bousquet veroverde hij de Europese titel op de 4x50 meter wisselslag. Tijdens de wereldkampioenschappen kortebaanzwemmen 2012 in Istanboel sleepte de Fransman de zilveren medaille in de wacht op de 50 meter vrije slag en de bronzen medaille op de 50 meter schoolslag.
Op de wereldkampioenschappen zwemmen 2013 eindigde Manaudou als vijfde op de 50 meter vrije slag mannen en als achtste op de 50 meter vlinderslag mannen. Samen met Yannick Agnel, Fabien Gilot en Jérémy Stravius werd hij wereldkampioen op de 4x100 meter vrije slag.
In Berlijn nam de Fransman deel aan de Europese kampioenschappen zwemsporten 2014. Op dit toernooi werd hij Europees kampioen op zowel de 50 als de 100 meter vrije slag en op de 50 meter vlinderslag. Op de 4x100 meter vrije slag behaalde hij samen met Mehdy Metella, Fabien Gilot en Jérémy Stravius de Europese titel. Tijdens de wereldkampioenschappen kortebaanzwemmen 2014 in Doha behaalde Manaudou zes medailles. In de inviduele nummers werd hij wereldkampioen op de 50 meter vrije slag en de 50 meter rugslag. In de finale van de 100 meter vrije slag moest hij tevreden zijn met zilver, achter César Cielo. Samen met Clément Mignon, Mehdy Metella en Fabien Gilot werd hij ook nog wereldkampioen op de 4x100 meter vrije slag. Op de 4x50 meter wisselslag legde hij samen met Benjamin Stasiulis, Giacomo Perez Dortona en Mehdy Metella beslag op de zilveren medaille. Samen met Giacomo Perez Dortona, Mehdy Metella en Clément Mignon sleepte hij de bronzen medaille in de wacht op de 4x100 meter wisselslag.
Op de Wereldkampioenschappen zwemmen 2015 in Kazan werd Manaudou wereldkampioen op zowel de 50 meter vrije slag als de 50 meter vlinderslag. Op de 4x100 meter vrije slag veroverde hij samen met Mehdy Metella, Fabien Gilot en Jérémy Stravius de wereldtitel.
In Londen nam de Fransman deel aan de Europese kampioenschappen zwemmen 2016. Op dit toernooi prolongeerde hij zijn Europese titel op de 50 meter vrije slag. Samen met William Meynard, Fabien Gilot en Clement Mignon zwom hij opnieuw naar de Europese titel op de 4x100 meter vrije slag. Op de 4x100 meter wisselslag was het Franse viertal, naast Manaudou bestaande uit Benjamin Stasiulis, Giacomo Perez Dortona en Mehdy Metella, goed voor de zilveren medaille. Tijdens de Olympische Zomerspelen van 2016 in Rio de Janeiro sleepte Manaudou de zilveren medaille in de wacht op de 50 meter vrije slag. Samen met Mehdy Metella, Fabien Gilot en Jérémy Stravius behaalde hij de zilveren medaille op de 4x100 meter vrije slag.

## Internationale toernooien
| Jaar | Olympische Spelen                  | WK langebaan                                                 | WK kortebaan                                                                                              | EK langebaan                                                           | EK kortebaan |
| ---- | ---------------------------------- | ------------------------------------------------------------ | --- | ---------------------------------------------------------------------- | --- |
| 2011 |                                    | 5e 50m vlinderslag 9e 4x100m wisselslag                      | |                                                                        | geen deelname |
| 2012 | 50m vrije slag                     |                                                              | 50m vrije slag · 50m schoolslag                                                                           | geen deelname                                                          | 50m vrije slag · 4e 50m schoolslag · 4x50m vrije slag · 4x50m wisselslag · 4x50m vrije slag gemengd · 4x50m wisselslag gemengd |
| 2013 |                                    | 5e 50m vrije slag · 8e 50m vlinderslag · 4x100m vrije slag · | |                                                                        | geen deelname |
| 2014 |                                    |                                                              | 50m vrije slag · 100m vrije slag · 50m rugslag · 4x100m vrije slag · 4x50m wisselslag · 4x100m wisselslag | 50m vrije slag · 100m vrije slag · 50m vlinderslag · 4x100m vrije slag | |
| 2015 |                                    | 50m vrije slag · 50m vlinderslag · 4x100m vrije slag         | |                                                                        | geen deelname |
| 2016 | 50m vrije slag · 4x100m vrije slag |                                                              | 7-11 december 2016                                                                                        | 50m vrije slag · 4x100m vrije slag · 4x100m wisselslag                 | |
| 2019 |                                    |                                                              | |                                                                        | 50m vrije slag 4x50m vrije slag                                                                                                |
| 2020 | 50m Vrije slag                     |                                                              | |                                                                        | |
| 2022 |                                    |                                                              | 4x50m vrije slag                                                                                          |                                                                        | |
| 2023 |                                    |                                                              | |                                                                        | 50m vrije slag 4x50m vrije slag                                                                                                |
| 2024 | 50m Vrije slag                     |                                                              | |                                                                        | |

## Persoonlijke records
Bijgewerkt tot en met 31 mei 2016
Kortebaan
| Afstand         | Tijd  | Datum            | Plaats      |
| --------------- | ----- | ---------------- | ----------- |
| 50m vrije slag  | 20,26 | 5 december 2014  | Doha        |
| 100m vrije slag | 45,04 | 6 december 2013  | Dijon       |
| 50m rugslag     | 22,22 | 6 december 2014  | Doha        |
| 100m rugslag    | 50,35 | 7 december 2014  | Doha        |
| 50m schoolslag  | 26,11 | 22 november 2014 | Montpellier |
| 50m vlinderslag | 22,09 | 23 november 2014 | Montpellier |

Langebaan
| Afstand         | Tijd  | Datum            | Plaats   |
| --------------- | ----- | ---------------- | -------- |
| 50m vrije slag  | 21,19 | 8 augustus 2015  | Kazan    |
| 100m vrije slag | 47,98 | 22 augustus 2014 | Berlijn  |
| 50m rugslag     | 24,77 | 2 april 2015     | Limoges  |
| 50m schoolslag  | 27,66 | 13 april 2014    | Chartres |
| 50m vlinderslag | 22,84 | 2 augustus 2015  | Kazan    |